# Virtual Bundesliga
Die WOW Virtual Bundesliga (kurz VBL) ist ein Online-Spielmodus bei der Spieleserie EA FC 24 für den deutschsprachigen Raum. Einzelspieler, und seit FIFA 19 auch Clubs, spielen in der VBL um die Deutsche Meisterschaft. Die DFL Deutsche Fußball Liga und EA Sports führten die Virtual Bundesliga 2012 zum Start von FIFA 13 ein (damals als Virtuelle Bundesliga).

## Modi
Seit der Saison 2018/19 besteht die VBL aus vier Teilen: der VBL Open, der VBL Club Championship, den VBL Playoffs und dem VBL Grand Final.

### VBL Open
Die VBL Open sind ein kostenloser In-Game-Modus. Einzelspieler wählen ein Bundesliga-Team. Die 18 Spieler mit den besten Monatsbilanzen zwischen Dezember und Februar qualifizieren sich für die VBL Open Playoffs. 

### VBL Club Championship
In der VBL Club Championship treten seit der Saison 2023/24 35 Clubs aus Bundesliga und 2. Bundesliga mit eigenen Kadern an und spielen in einem geschlossenen Ligensystem um den Titel des VBL Club Champion. Spieler der besten Teams qualifizieren sich direkt für das VBL Grand Final, weitere Spieler für die VBL Playoffs. Aus der Bundesliga nehmen in der Saison 2019/20 in der Division Nord-West der 1. FC Köln, Bayer 04 Leverkusen, Borussia Mönchengladbach, der FC Schalke 04, der SV Werder Bremen und der VfL Wolfsburg teil. In der Division Süd-Ost treten die Bundesligisten 1. FSV Mainz 05, Eintracht Frankfurt, FC Augsburg, Hertha BSC, RB Leipzig und TSG 1899 Hoffenheim an. Die 2. Bundesliga ist sowohl in der Division Nord-West (Eintracht Braunschweig, FC St. Pauli, Hamburger SV, Hannover 96, Holstein Kiel, SC Paderborn 07 und VfL Bochum 1848) als auch in der Division Süd-Ost (1. FC Heidenheim 1846, 1. FC Nürnberg, FC Würzburger Kickers, SpVgg Greuther Fürth, SSV Jahn Regensburg, SV Darmstadt 98 und SV Sandhausen) vertreten.
Die ersten beiden Clubtitel konnte der SV Werder Bremen gewinnen. 2020/21 wurde der 1. FC Heidenheim Deutscher Clubmeister, die beiden Jahre darauf errang RB Leipzig den Titel. In der Saison 2023/24 gewann der 1. SC Paderborn die Club-Meisterschaft. In der Saison 2024/25 wurde RB-Leipzig mit der 3. Meisterschaft zum bisherigen Rekordmeister der VBL Club Championship.

### VBL Open Playoffs
Bei den VBL Open Playoffs spielen die Qualifikanten aus VBL Open und VBL Club Championship um den Einzug in das VBL Grand Final.

### VBL Grand Final
Amtierender Deutscher Einzelmeister ist Antonio „AntonioRadelja“ Radelja von Eintracht Frankfurt. Mit dem Sieg im Juni 2023 sicherte er sich ein Preisgeld in Höhe von 40.000 Euro.

## Meister
| Jahr    | Grand Final                      | Club Championship |
| ------- | -------------------------------- | ----------------- |
| 2012/13 | Kevin Assia                      |                   |
| 2013/14 | Mirza Jahic                      |                   |
| 2014/15 | Niklas „NRaseck“ Raseck          |                   |
| 2015/16 | Daniel „Bubu“ Butenko            |                   |
| 2016/17 | Cihan „Cihan“ Yasarlar           |                   |
| 2017/18 | Tim „TheStrxngeR“ Katnawatos     |                   |
| 2018/19 | Michael „MegaBit“ Bittner        | Werder Bremen     |
| 2019/20 | Yannic „Yannic0109“ Bederke      | Werder Bremen     |
| 2020/21 | Umut „RBLZ_Umut“ Gültekin        | 1. FC Heidenheim  |
| 2021/22 | Dylan „DullenMIKE“ Neuhausen     | RB Leipzig        |
| 2022/23 | Antonio „AntonioRadelja“ Radelja | RB Leipzig        |
| 2023/24 | Jonas „Jonny“ Wirth              | SC Paderborn      |
| 2024/25 |                                  | RB Leipzig        |

## Übertragungen
Die Partien sind auf dem Twitch- und TikTok-Kanal der WOW Virtual Bundesliga zu verfolgen.